# Ga Khánh Phước
Ga Khánh Phước là một nhà ga xe lửa tại xã Hòa Hội, tỉnh Gia Lai. Nhà ga là một điểm trên tuyến đường sắt Bắc Nam tiếp nối sau ga Phù Mỹ và trước ga Phù Cát.